# Claudio (chanteur)
Claudio Rodríguez (né à La Havane, le 6 septembre 1991), est un chanteur  cubain, connu sur l'île pour l'interprétation de chansons comme Deja que te diga, Amando locamente, Yo te amo tanto, No te aferres a mi amor, Siempre Estaré, Tu Romeo, Tatuado en mi Alma  (écrit par Germán Nogueira), entre autres.

## Biographie
Il est né en septembre 1991 à La Havane. Depuis son enfance, il était attiré par la musique. En 2010 il a chanté a cappella pour la première fois devant un public, au musée où il travaillait à l'époque. Motivé par la réception de cette première présentation, il décide de se consacrer à la musique. Il étudie le chant, notamment avec le ténor Edilio Hernández, fondateur du Théâtre lyrique national de Cuba. En 2013, il enregistre sa première démo qui n'a pas  le succès escompté par le chanteur. Puis en 2015 il rencontre le compositeur et producteur cubain Germán Nogueira qui a produit de nombreux artistes et travaille pour de grandes maisons de disques. En 2015, il sort le single Yo te amo tanto, qui attire l'attention des médias et du public. Il commence à être diffusé sur les stations cubaines et passe pour la première fois à la télévision,. 
D'autres singles comme Enteramente Mía, Como Esta Noche Ninguna, No te Aferres a mi Amor, Amando Locamente et Deja que te Diga entrent dans les charts des radios cubaines,, atteignant un niveau de streaming considérable.